# I figli degli dei
I figli degli dei è il doppio episodio pilota della serie televisiva di fantascienza Stargate SG-1, opera derivata dal film del 1994 Stargate. L'episodio è stato trasmesso per la prima volta negli Stati Uniti d'America il 27 luglio 1997 sulla rete televisiva Showtime, mentre in Italia è andato in onda il 19 settembre 1999 su Telemontecarlo.
Una versione final cut, riedita dal produttore Brad Wright, è stata distribuita come film direct-to-video il 21 luglio 2009 negli Stati Uniti e il 20 gennaio 2010 in Italia.

## Trama

### Parte I
Dopo la morte di Ra nell'orbita di Abydos, il Programma Stargate viene abbandonato per più di un anno, finché un gruppo di alieni comandati da un altro Goa'uld fa irruzione nella base del Monte Cheyenne uccidendo le guardie e rapendo una soldatessa. Il Governo degli Stati Uniti decise a questo punto di riaprire d'urgenza il Progetto Stargate sotto il comando del generale George Hammond che richiama immediatamente in servizio il colonnello Jack O'Neill, ormai in pensione da un anno dopo gli eventi di Abydos.
Inizialmente il generale Hammond decide di inviare una bomba atomica su Abydos, finché Jack non rivelò che, contrariamente ai rapporti ufficiali da lui scritti, lo stargate alieno non era stato distrutto e che il dottor Jackson non aveva perso la vita in battaglia ma aveva deciso di rimanere su Abydos per sposare l'indigena Sha're.
Viene quindi formata una squadra comandata dallo stesso colonnello O'Neill e nella quale viene introdotto un nuovo elemento, il capitano Samantha Carter, astrofisico ed esperta dello stargate. Una volta arrivati su Abydos, Daniel li conduce all'interno della piramide che ospitava lo stargate del pianeta sino ad una sala chiamata in lingua goa'uld vili tao an, che contiene uno sconfinato elenco di coordinate spaziali per innumerevoli altri stargate disseminati per la Via Lattea. Dopo numerosi tentativi falliti di contattare questi nuovi indirizzi, Carter e Jackson si rendono conto che a causa dell'espansione dell'Universo col passare del tempo i pianeti su cui erano disposti non occupavano più le stesse coordinate spaziali e Sam suggerì di correggere le coordinate tenendo conto dello spostamento Doppler.
Nello stesso momento nella sala dello stargate di Abydos arriva un plotone di guardie serpente che, dopo un conflitto a fuoco con gli abydosiani, rapisce Sha're e Skaara, quest'ultimo un caro amico di Jack O'Neill. Ferretti, un militare del gruppo terrestre, pur essendo ferito gravemente, riesce a vedere e memorizzare i simboli digitati dal nemico sul DHD per ritornare sul proprio pianeta. Daniel decide dunque di tornare sulla Terra per iniziare la ricerca di Sha're e, per prevenire nuovi attacchi, ordina agli abydosiani di seppellire lo stargate e di riattivarlo dopo un anno, per permettergli di ritornare.
Hammond, per lo stesso motivo, fa costruire sull'anello dello stargate terrestre un'iride in titanio che da chiusa sbarra l'accesso alla sala dello stargate, causando l'immediata disintegrazione di eventuali ospiti inattesi.
Su un pianeta in un'altra parte della galassia, in una sala della fortezza di Apophis, insieme a Sha're, c'è anche la soldatessa rapita dalla Terra; quest'ultima viene portata davanti ad Apophis per ospitare Amonet, la regina simbionte Goa'uld, moglie di Apophis. Però la soldatessa non piace alla regina, che la respinge, ed Apophis provvide subito ad uccidere la soldatessa brutalmente con il guanto Goa'uld. Successivamente Amonet scelse Sha're come ospite.
Ferretti, in un lettino dell'infermeria, tornato cosciente, rivela le coordinate dello stargate verso il quale i nemici erano scappati. Il Generale Hammond organizza il recupero formando due squadre: l'SG-1, capitanata dal colonnello Jack O'Neill, e l'SG-2, comandata dal maggiore Kawalsky.

### Parte II
L'SG-1 e l'SG-2 attraversano lo stargate e arrivano su un mondo alieno chiamato Chulak, dove il falso dio Apophis ha appena ucciso una soldatessa americana che aveva rapito per impiantargli il simbionte della sua compagna Amonet ma che non era stata gradita all'ospite goa'uld.
Rifiutata e uccisa la soldatessa, viene scelta  Sha're, la moglie di Daniel Jackson, per ospitare la regina goa'uld.
Nel frattempo, la squadra di O'Neill viene condotta in una città di Chulak da un gruppo di monaci, che li ritengono delle divinità.
Invitati a pranzo, vengono smascherati, arrestati e portati in prigione, dove incontrano Skaara.
Poco dopo, nella prigione giunge Apophis scortato dai suoi servitori per le persone nelle atte a ospitare i suoi figli e tramutarli dunque in figli degli dei.
Tra le persone reclutate c'è anche Skaara, amico di O'Neill, che tenta invano di difenderlo ma viene picchiato e costretto a desistere.
Una volta effettuata la scelta, Apophis ordina ai suoi soldati di uccidere i restanti, ma O'Neill chiede aiuto al capo delle guardie Jaffa, che valutando la sua proposta decide di fidarsi degli stranieri e aiuta i prigionieri a scappare, unendosi a loro. Sulla via del ritorno verso lo stargate avviene un duro combattimento, ma l'SG-1 e l'SG-2 riescono a portare in salvo i sopravvissuti.
Al Comando Stargate il generale Hammond ordina di soccorrere i rifugiati, ma resta sorpreso vedendo tra loro un soldato nemico. Si tratta di Teal'c, il Jaffa che ha aiutato O'Neill e gli altri umani a scappare dalla prigione. O'Neill si fida ciecamente di Teal'c e ne riconosce il coraggio dimostrato su Chulak e suggerisce di reclutarlo come membro stabile dell'SG-1.
Nel frattempo il maggiore Kawalsky, posseduto da un simbionte Goa'uld, incomincia a star male e a presentare uno sdoppiamento di personalità, il cui primo segno è un caratteristico lampo bianco degli occhi.

## Curiosità
- Daniel rivela che le sequenze trovate nel tempio su Abydos non funzionano a causa della deriva stellare. Tuttavia, viene in seguito affermato che il DHD effettua aggiornamenti periodici per compensare il cambiamento delle posizioni stellari.
- Questo episodio introduce i due principali obiettivi della SG-1 nel corso delle prime stagioni: il salvataggio di Skaara e Sha're dai Goa'uld.
- Gli attori Alexis Cruz, interprete di Ska'ra ed Erick Avari, interprete di Kasuf, sono gli unici a riprendere il ruolo che avevano nel film del 1994.

## Episodi collegati
- 1x03 - Il nemico dentro
- 1x21 - Pericolo d'attacco
- 2x09 - Fuga di notizie
- 3x10 - Per sempre in un giorno
- 5x01 - Nemici
- 8x09 - Sacrifici
- 8x19 - Moebius Parte 1
- 8x20 - Moebius Parte 2

## Accoglienza
Al suo esordio sull'emittente televisiva Showtime I figli degli dei ha raccolto circa 12 milioni di telespettatori, divenendo così l'episodio pilota più visto di sempre nella storia della rete televisiva americana.
La critica televisiva ha tuttavia reagito con cautela, sottolineando la presenza di una scena di nudo (scena che in Italia è stata trasmessa in chiaro solo nella prima visione di TMC e in seguito tagliata da tutte le successive repliche, anche in prima serata) e in generale il grado di violenza proposto dalla serie. I figli degli dei è stato l'unico episodio della serie ad essere classificato R (vietato ai minori di 17 anni non accompagnati dai genitori) dalla Motion Picture Association of America, mentre il resto degli episodi generalmente è stato classificato PG (bambini accompagnati da un pubblico adulto). Anche al di fuori degli Stati Uniti la visione dell'episodio è stata consigliata ad un pubblico di soli adulti. Il critico Will Joyner del The New York Times in proposito ha teorizzato che gli autori hanno deciso di puntare su una tattica «shock» in modo da riuscire a stupire il telespettatore e compensare così il basso budget a disposizione. Il quotidiano newyorchese ha definito il pilot «più di quanto un fan di Stargate si poteva aspettare», anche se è stato comunque meno di quello che si poteva sperare. Gran parte della potenzialità dello show si fonda sulle scene di antichi popoli e moderni guerrieri che si uniscono contro il soprannaturale costituendo una poetica combinazione di passato, presente e futuro.
Giudizi positivi sono arrivati per l'interpretazione di Richard Dean Anderson, il cui personaggio era impersonato da Kurt Russell nel film del 1994. Il critico Tony Scott della rivista Variety ha evidenziato l'ottimo lavoro del cast tecnico, apprezzando la regia di Mario Azzopardi, i costumi di Christina McQuarrie e le musiche di Joel Goldsmith, giudicando però negativamente i personaggi, definiti «superficiali e senza convinzione».
Nel 1998, grazie all'episodio I figli degli dei, la serie è stata nominata per un Golden Reel Award nella categoria miglior montaggio sonoro e per un Emmy Award nella categoria migliori effetti visivi in una serie tv.
Nonostante i record d'ascolti ottenuti dall'intera prima stagione, la serie ha faticato a raccogliere elogi e riconoscimenti al di fuori dell'ambiente della science fiction. In un'intervista concessa al Seattle Post-Intelligencer nel 2006, il produttore esecutivo Robert C. Cooper a tal proposito ha spiegato: «Anche per la serie classica Star Trek è accaduto ciò, e solo 30 anni dopo ci si è accorti che è stata una pietra miliare. Quindi noi speriamo che tra 10, 15 o 20 anni anche Stargate sarà considerata allo stesso modo».

## L'edizioneFinal Cut
Nel mese di aprile 2008, attraverso un'intervista rilasciata alla testata GateWorld, il produttore Brad Wright, già co-creatore della serie televisiva, ha annunciato di star lavorando ad una nuova edizione dell'episodio, definita «non una semplice nuova versione, ma un nuovo film remake del vecchio pilot».
Il nuovo film è stato distribuito direttamente nel mercato home video statunitense il 21 luglio 2009. La sua durata complessiva, circa 92 minuti, è leggermente inferiore a quella del doppio episodio pilota originale. Sono state introdotte scene inedite, mentre altre sono state eliminate; il personaggio di Teal'c è stato interamente ridoppiato da Christopher Judge; sono stati aggiunti nuovi effetti speciali e anche le musiche sono state in parte riedite dal compositore Joel Goldsmith. Mentre l'episodio televisivo era stato trasmesso in 4:3, il film è in formato panoramico 16:9, con l'audio in Dolby Digital 5.1.
Nel cofanetto DVD, distribuito dalla Metro-Goldwyn-Mayer e dalla 20th Century Fox, sono inclusi anche i commenti di Brad Wright e dell'attore Richard Dean Anderson, oltre ad una featurette intitolata Back to the Beginning (nella versione italiana Da principio).
In Italia è stato distribuito dal 20 gennaio 2010.